# Chilga (woreda)
Pour les articles homonymes, voir Chilga.
Chilga est un des 105 woredas de la région Amhara, en Éthiopie.
Il compte 221 462 habitants en 2007.
Sa capitale administrative est Aykel.

## Situation
Le woreda Chilga fait partie de la zone Semien Gondar de la région Amhara.
Il est desservi par la route Gondar-Métemma qui passe à Aykel, Seraba et Negade Bahir. La route se poursuit dans le woreda Metemma en direction du Soudan.
|         | Tach Armachiho | Lay Armachiho |
| Metemma | Chilga         |               |
|         | Takusa         | Dembiya       |

## Démographie
D'après le recensement national de 2007 réalisé par l'Agence centrale de la statistique (Éthiopie), le woreda compte 221 462 habitants et 9.37 % de la population est urbaine.
La population urbaine comprend 2 710 habitants à Seraba, 2 908 habitants à Negade Bahir et 15 127 habitants à Aykel.
La plupart des habitants (96,7 %) sont orthodoxes et 3,1 % sont musulmans.
Avec une superficie de 3 071,65 km2[réf. souhaitée], le woreda a en 2007 une densité de population de 72 personnes par km2 ce qui est supérieur à la moyenne de la zone.
En 2020, la population est estimée à 296 159 personnes par projection des taux de 2007.